# 韵图
韻圖，又叫等韻圖，是古代的一種語音表，它將漢字的全部發音繪製在一套表格裏，讀圖者在表中找到某字後即可查看該字所在的行列來確定其發音。韻書中的反切所表示的讀音，都可以在韻圖中系統的表示出來。現存最古的韻圖是《韻鏡》。

## 韻圖的由來
陸法言于601年编篡的《切韵》是一部韵书，是为编写韵文而服务的。《切韵》在唐朝十分风靡，产生了大量的修订本和增补本，其中最重要的是北宋的《广韵》(1008)。所有这些韵书中，字都先以四声排序，接着才以韵母排序。每个韵下再依声母和介音，将同音字划入一个小韵，这样一个韵下形成少则两三个，多则几十个小韵，每个小韵里的字都完全同音，并配以对应的反切。:24–25
以反切表示读音使得实际应用变得很尴尬，以声调为首的次序也使得检索非常困难。等韻學是对《切韵》比韵书更老练的分析。現存最早的韻圖《韻鏡》的作者尚未考明，所以對韻圖的由來只能根據歷史背景推斷。一般認為，韻圖的起源跟佛教有關，一個比較合理的推測是這樣的：來華傳教的僧人爲了學習漢語的語音，他們很自然地會採用在印度通行的一種練音方式，這種練音方式所使用的敎本在梵語裏稱作悉曇（siddham），悉曇就是將梵文的元音一個個輪流與輔音相拼而製成的音節表。於是就有人對韻書加以分析後仿照悉曇的模式繪製成了漢語的音節表，這就是韻圖。韵图最早的形式可以在敦煌残卷中窥见到。大英博物馆藏的一份残卷(Or.8210/S.512)简单地列出了30个声母。:206–207另一份破裂成3段的文档记录了生活在唐末的守温和尚做出的音韵分析。:28–29
最早的已知韵图是序言写于1161年的《韵镜》，以及收录于1161年编成的《通志》中的《七音略》。它们非常相似，很可能来自宋朝之前的某个共同底本。:41–42韵图还有一套配套的教学法，即“門法”，其中有在图中省略了的、将反切排进图中的规则。:114–115
后来的韵图更加复杂。《四聲等子》可能编写于宋朝，精细地描写了韵摄的情况。:206–207《切韻指掌圖》的序言写于1203年，:125其中以三十六字母逐个配以韵母。:43劉鑑1336年编写的《經史正音切韻指南》是康熙字典前，《韵镜》系韵图以外的另一系韵图之祖。:206–207
《韵镜》在中国本土失传了好几个世纪。曾经人们误以为最早的韵图之一《切韵指掌图》的作者是北宋司马光，在较早期的构拟中被大量使用。不过，日本1880年代发现了数种版本的《韵镜》。将它们与《七音略》比较，可以发现它们都基于同一套底本，其他韵图都是它们的增补与修订本。所以，比较晚近的构拟基本上都使用《韵镜》为参考。1564年的 《覆宋永禄》本被认为是最可信的。:123–124

## 韻圖的形式

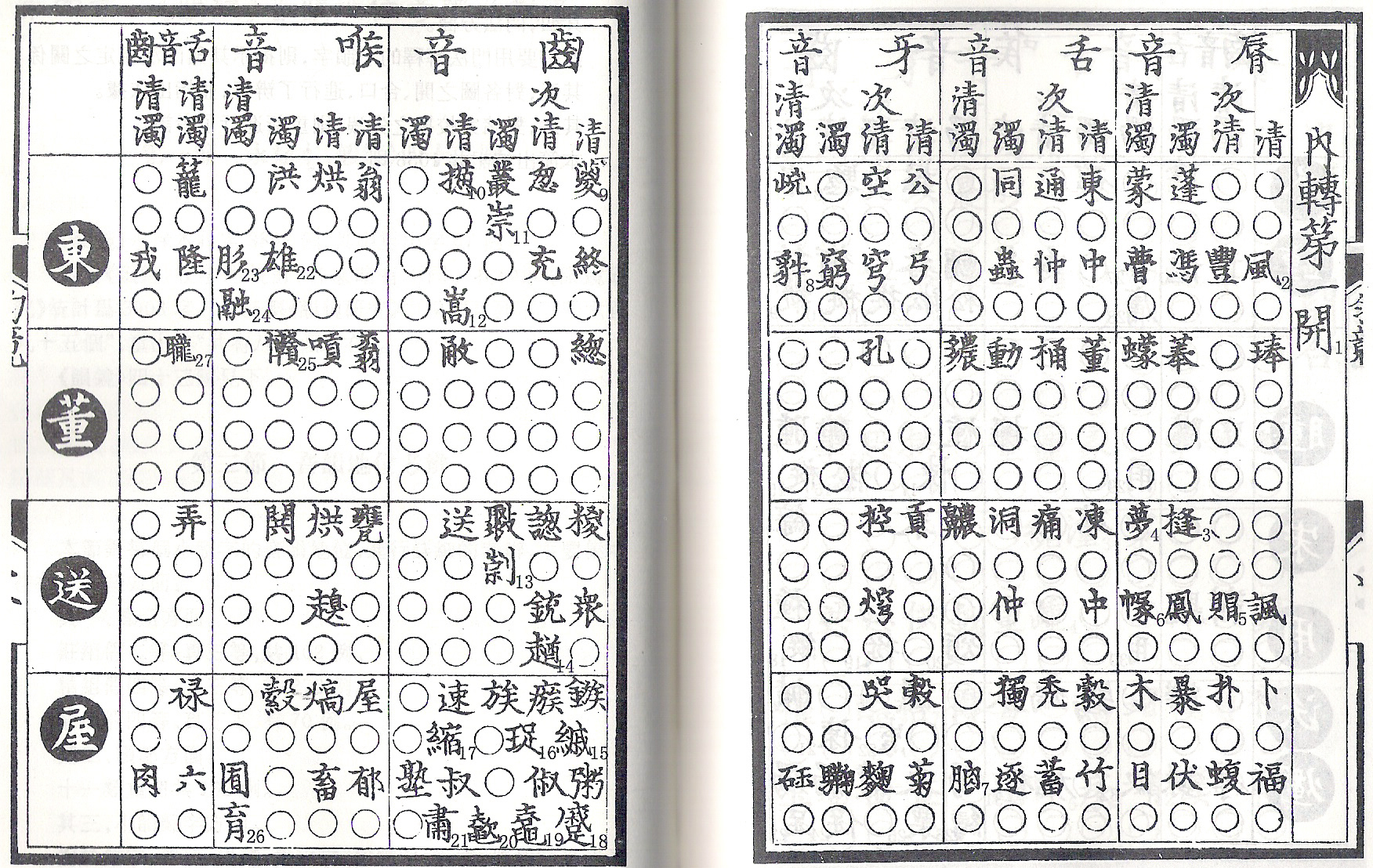
《韻鏡》的第一頁韻圖，即「内轉第一開」。

歷來的韻圖在結構上都與此圖相仿。頂端橫欄列聲紐（聲母），左側縱欄列韻目，右側標明目次（頁碼）、轉和呼，中間圓圈與字雜錯的部分就是正文。正文中的每一格都能根據它的縱橫位置（類似數學裏的坐標）得出相應的讀音，有字的，就是該字的讀音，也是對應韻書中那一個小韻的讀音；畫成圓圈的，就是有其音而無其字。

## 聲母
韻圖的聲母通常有兩種標注方式：如上圖《韻鏡》那樣採用「牙音」、「清」、「濁」之類的可稱作五音或七音類。另有就是直接用字母的，多用三十六字母。七音、五音、清濁之類的概念繁雜難懂，具體含義請參考下表「三十六字母」中的標目。
|        |        | 全清 | 次清 | 全濁 | 次濁 | 全清 | 全濁 |
| ------ | ------ | ---- | ---- | ---- | ---- | ---- | ---- |
| 脣音   | 重脣音 | 幫   | 滂   |      | 明   |      |      |
| 脣音   | 輕脣音 | 非   | 敷   | 奉   | 微   |      |      |
| 舌音   | 舌頭音 | 端   | 透   | 定   | 泥   |      |      |
| 舌音   | 舌上音 | 知   | 徹   | 澄   | 娘   |      |      |
| 半舌音 | 半舌音 |      |      |      | 來   |      |      |
| 齒音   | 齒頭音 | 精   | 清   | 從   |      | 心   | 邪   |
| 齒音   | 正齒音 | 照   | 穿   | 牀   |      | 審   | 禪   |
| 半齒音 | 半齒音 |      |      |      | 日   |      |      |
| 牙音   | 牙音   | 見   | 溪   | 羣   | 疑   |      |      |
| 喉音   | 喉音   | 影   |      |      | 喻   | 曉   | 匣   |

敦煌残卷是年代最早的韵图格式文献，其中包含30个声母。《韵镜序》将其扩充到36个，主要是增加了分化自唇音的唇齿擦音：:206–207

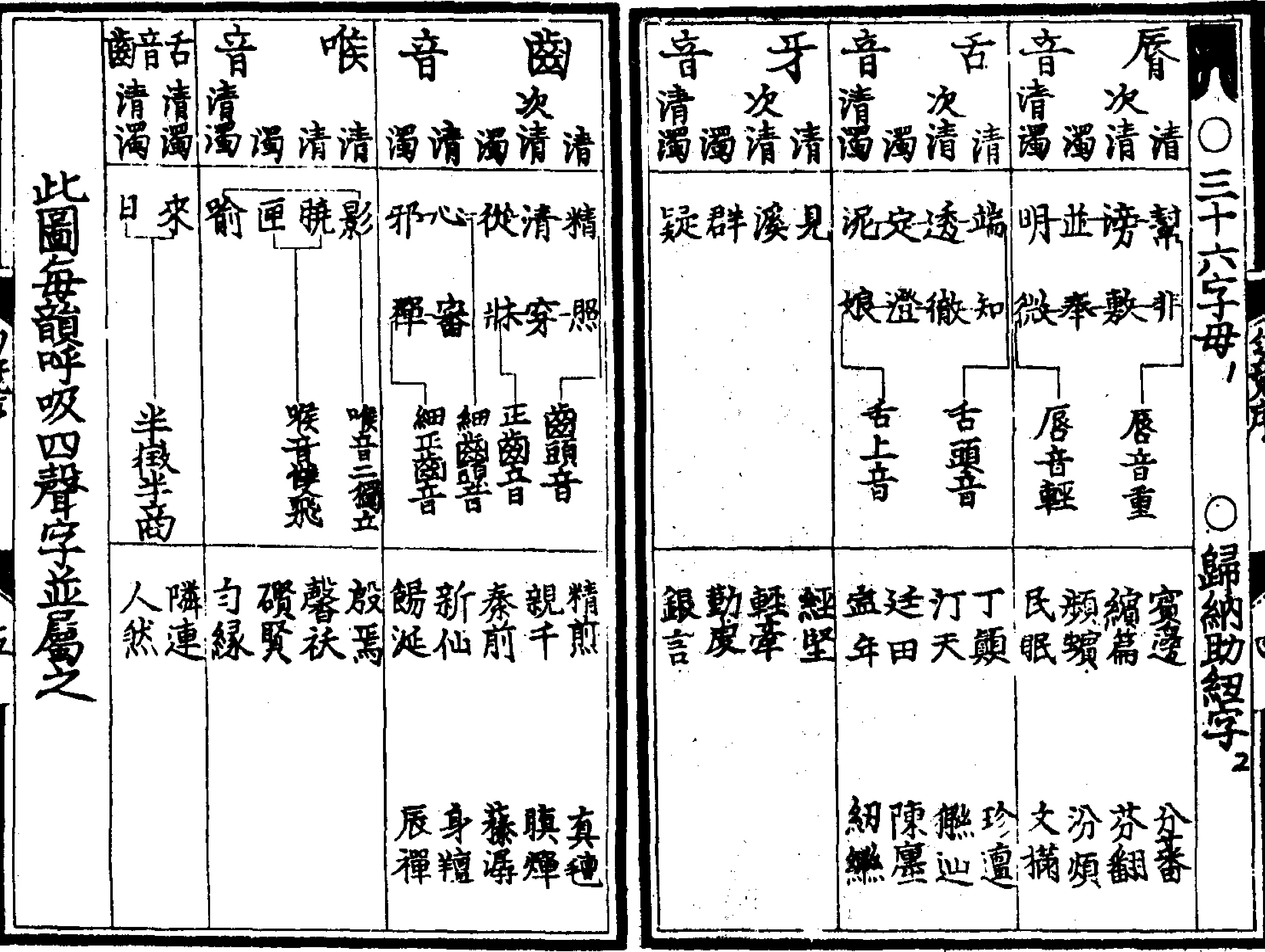
《韻圖》三十六字母、歸納助紐字。

《韵镜》中的表只有23列，唇音、舌音、齿音各只有一列，这主要是因为它们之间的分布是互补的。
《切韵指掌图》等稍晚的韵图列全了36列。:43其他必要的說明見表下附注。
|    |        | 全清   | 次清    | 全浊      | 清浊   | 全清  | 全浊   |
| -- | ------ | ------ | ------- | --------- | ------ | ----- | ------ |
| 脣 | 重唇音 | 幫 p-  | 滂 pʰ-  | 並 pɦ-    | 明 m-  |       |        |
| 脣 | 輕唇音 | 非 f-  | 敷 f-   | 奉 fɦ-    | 微 ʋ-  |       |        |
| 舌 | 舌頭音 | 端 t-  | 透 tʰ-  | 定 tɦ-    | 泥 n-  |       |        |
| 舌 | 舌上音 | 知 tr- | 徹 trʰ- | 澄 trɦ-   | 娘 nr- |       |        |
| 舌 | 半舌音 |        |         |           | 來 l-  |       |        |
| 齒 | 齒頭音 | 精 ts- | 清 tsʰ- | 從 tsɦ-   |        | 心 s- | 邪 sɦ- |
| 齒 | 正齒音 | 照 tʂ- | 穿 tʂʰ- | 牀 (t)ʂɦ- |        | 審 ʂ- | 禪 ʂɦ- |
| 齒 | 半齒音 |        |         |           | 日 r-  |       |        |
| 牙 | 牙音   | 見 k-  | 溪 kʰ-  | 群 kɦ-    | 疑 ŋ-  |       |        |
| 喉 | 喉音   | 影 ʔ-  |         |           | 喻 ʜ-  | 曉 x- | 匣 xɦ- |

1. 1 2  这些声母未出现于敦煌残卷的三十声母中。[4]:105
2. ↑  晚期中古汉语时代，敷母和非母很可能已经合流，但在韵图中，为与《切韵》的声母来源保持一致，仍做了区分。[7]:69[f]与[fʰ]的对立很不寻常，不过在仍是塞擦音[pf]和[pfʰ]时的对立是可行的。[3]:48
3. ↑  不寻常的声母；今日方言大都反映为[w-]、[v-](含[ʋ-])或[m-]。
4. ↑  《切韵》中对立的卷舌（庄组）和硬颚咝音（章组）系列在三十六字母中混淆了。韵图中，庄组只接二等韵，章组只接三等韵，不构成对立。[3]:53
5. ↑  牀母未出现于敦煌残卷的三十声母中，[4]:105很可能和禪母合流了。[2]:222–223
6. ↑  原为硬颚鼻音；今日方言反映为[ʐ-](含[ɻ-])、[ʑ-]、[j-]、[z-]或[ɲ-]。

- 韻圖中的清濁是就發音方法而論的。傳統音韻學在這方面的術語有一些是含混不清的。
  - 一般而言清或全清指現代語音學中的清擦音或不送氣清塞音，若兩種術語並舉，則前指擦音，後指塞音；
  - 濁或全濁指濁擦音或濁塞音，若兩者並舉則前指擦音，後指塞音。
  - 清濁或次濁指鼻音、流音。
    - 在《韻鏡》中脣、舌、牙、齒音的右數第一列，上標「清」者爲不送氣塞音，即全清。右數第三列，上標「濁」者爲濁塞音，即全濁。喉音欄右屬首列是零聲母——也可以理解成喉塞音[ʔ]。其他單標「清」或「濁」字的列都是所在欄相同部位的擦音。喉音的「清濁」對映的音位是中古聲母的喻三和喻四，實際音值如何，有爭議。「舌音齒」的右、左分別對映三十六字母中的「半舌」、「半齒」。
- 《韻鏡》中的脣音無輕重的區别，這與《切韻》、《廣韻》的音系一致；舌音亦不分舌頭、舌上，但這兩類音在等的安排上的涇渭分明，所以學界一分認為，舌頭、舌上無論在《韻鏡》還是《切韻》中都是截然不同的兩套聲母。齒音在《切韻》音系中雖然有三套（見文末「中古漢語聲母表」），但在《韻鏡》中卻僅列一欄，人們同樣能夠通過觀查它等的安排方式，分出這三套聲母來。

三十六字母的影响是如此之大，以至于到了晚清的1842年，陈澧才发现《切韵》的声母和三十六字母并不一致。:54
影母和喻母的转写存在分歧，上表用的分别是ʔ和ʜ。其他表示它们间对立的转写有：ʼ/∅；ʼ/ʼʼ；ꞏ/ʼ。这些写法也影响到中国其他文字的研究，如八思巴文和女真文。

## 呼
呼就是合口、開口，大體上等同於介音[-u-]的有無，但是又不盡然如此。韻圖中不合此例的「開、合」劃分，有一些，學者認為是傳抄刊印的錯誤。另一些則主要涉及到古人對脣音字，和合口韻尾等音的語感。古人有將脣音字和合口韻腹、韻尾看成是合口呼的傾向，而不管這些字是否帶介音[-u-]——如《韻鏡》「外轉第二十六」所列的霄、小、笑韻就被界定爲「合口呼」。開口、合口與介音[-u-]的有無也往往是學術上爭論的焦點。

### 等
如《韻鏡》的每一橫欄的四行，由上而下就是一、二、三、四等，從表面上看就是這樣。等是等韻圖的一個基本概念，也是等韻學的核心。「等」既是對韻母的分析又是對聲母和介音的分析，非常複雜難於理解，所以下面分條敘述：
高本汉注意到韵书中属于同一个韵的字，在韵图中会被分置到不同的行。他按行序将这些韵分别命名为一、二、三、四等。其中有些(“纯三等”)只出现在第三行，其他的(“混合韵”)则也会在与其他声母相配时，出现在第二行和第四行。:24
后来，研究者们注意到所谓重纽韵的特殊现象：支、脂、祭、宵、鹽、侵、仙、真8个韵的小韵，会被分到韵图中的三等格子和四等格子，且在韵图中不同音的字，在韵书中其实也属于不同小韵。:75李荣将韵图与新近出土的早期《切韵》版本进行系统比较，识别出7类介音。下表给出了《切韵》声母和韵图的等的结合：:25:63–81
|        |        | 一等 | 二等 | 三等 | 三等 | 三等 | 三等 | 四等 |
| 独立   | 混合   | 一等 | 二等 | 重纽 | 重纽 |      |      | 四等 |
| ------ | ------ | ---- | ---- | ---- | ---- | ---- | ---- | ---- |
| 唇音   | 唇音   | 1    | 2    | 3    | 3    | 3    | 4    | 4    |
| 齿音   | 塞音   | 1    |      |      |      |      |      | 4    |
| 卷舌音 | 塞音   |      | 2    |      | 3    | 3    | 3    |      |
| 边音   | 边音   | 1    |      |      | 3    | 3    | 3    | 4    |
| 齿音   | 咝音   | 1    |      |      | 4    | 4    | 4    | 4    |
| 硬颚音 | 咝音   |      |      |      | 3    | 3    | 3    |      |
| 卷舌音 | 咝音   |      | 2    |      | 2    | 2    | 2    |      |
| 软腭音 | 软腭音 | 1    | 2    | 3    | 3    | 3    | 4    | 4    |
| 喉音   | 喉音   | 1    | 2    | 3    | 3    | 3    | 4    | 4    |

混合韵和重纽韵尽管都被标为三等韵，实际上却横跨2、3、4行。另外，二等和四等只出现在“外转”的摄。
这样的分布是韵书音节能分成这样密实排布的表格的基础。
例如，端组和知组在韵图中排在同一列，《切韵》中声母的区别则以行的不同来表示。

#### 韻母分等
清代小學家江永云：「音韻有四等，一等洪大，二等次大，三四皆細，而四尤細」。現在普遍認為韻母的分等是對韻母中介音[-i-]的有無和韻腹（字的主要元音）開口度大小和發音部位前後的分析。王力學派認為：一、二等無介音[-i-]，三、四等有介音[-i-]；一等韻韻腹的發音部位偏後（如模韻、歌韻），二、四等多偏前（如麻韻、先韻）。三等韻中有的就是帶介音的一等韻（如東韻的一、三等），有的是相對於四等韻而言韻腹爲開口度較大的前元音（如王力認為三等的仙韻和四等的先韻都帶[-i-]介音，然而仙的韻腹爲[ɛ] ，先的韻腹爲[e]，前者的開口度大於後者）。
李榮則提出四等韻無[-i-]介音，[-i-]介音是三等韻的專屬特徵。後來的學者多從李說。

#### 聲母分等
如前文在聲母分析中提到的，舌音的舌頭、舌上兩類，齒音的精組、莊組、章組三類在《韻鏡》裏都是合在一縱欄中表示的，爲了區分這些不同類型的聲母，韻圖的作者採用了給聲母分等的辦法。具體說來：舌上音實際撘配的韻母大多是二、三等，舌頭音則大多是一、四等，兩者基本上互補，所以不必作特殊的安排，凭韻母的等即可判別兩類聲母。而齒音中，精組可配一、三、四等韻、莊組可配二、三等韻，章組僅配三等韻。在三種聲母並見的情況下，精組的三等改列入四等，莊組的三等改列入二等。如《韻鏡》「内轉十二，模韻，齒音，第一列」：一、四等「租、諏」實爲精紐聲母的一、三等；二等「㑳」，實爲莊紐聲母的三等；三等的「朱」則仍爲章紐聲母的的三等，未作變動。還有，喉音的「清濁音」（對映三十六字母的喻母），實際上在切韻音裏是兩個音位——云母和餘母，而且都只配三等韻，韻圖中處理方法就是將云母列入三等，稱作喻三。將餘母列入四等，稱作喻四。喻的名目是後來才有的。

### 轉
轉也是借用悉曇的概念，取悉曇中梵文元音與輔音輾轉相拼之義。簡單地說，一轉就是一頁——即韻圖中的一圖。一轉中可以只包含韻書中的一韻（不分聲調），也可以包含多達四個韻，分列四等，甚至五個韻——如「《韻鏡》外轉十三開的去聲欄」列有代、怪、祭、霽四韻，而入聲欄裏還有一個「去聲寄此」的夬。
刨除開合兩呼的因素不計，同轉的四等「韻母」必然有一些共同特徵。如，同聲調的各等字，韻尾一定相同；各等韻母的韻腹一定是相同或是接近的。概括說就是同轉各等韻母都是發音接近的韻母，在一定程度上可以諧聲通押。
「轉」還分爲內外兩種類型。外轉就是包括純二等韻的轉，無純二等韻的則是内轉。純二等韻就是依韻母分等的二等。相對的，依聲母分等的二等被稱作假二等。現在學界傾向於認為：純二等字有一個特殊的介音——在音位上可以寫成/r/。這個介音由上古音的聲母後加成分墊介音/r/轉化而來。它在中古音中的真實音值尚無定論，但它作為一個音位是顯然存在的，且性質不同於以往分析出來的介音 -i-和-u-。它的特殊之處就在於：凭其有無即可使韻圖分出内外兩轉以及造成韻書中重紐的現象，但是又不能通過聲韻相拼的反切將其音位特徵嚴密地表述出來。

### 攝
攝是比轉更寬泛一級的韻母分類。分類原則與「轉」相似，要求韻尾相同（或發音部位一致——指同攝入聲），韻腹發音相近，而對四聲、開合口、介音則不作區別。「攝」有統攝的意思，即將相近的韻歸納在一起。宋、元之間等韻學家，對《廣韻》韻目按以上原則歸納爲十六類，即十六攝。攝即是從十六攝中抽象出來的概念，一般，音韻學中提到某一攝，指的就是十六攝中的某一類。
十六攝的目次和所轄《廣韻》韻目如下表：
| 攝     | 晚期中古汉语:233–236 | 呼 | 呼 | 等 | 等     | 等     | 等     |
| 攝     | 晚期中古汉语:233–236 | 开 | 合 | 一 | 二     | 三     | 四     |
| ------ | -------------------- | -- | -- | -- | ------ | ------ | ------ |
| 通(内) | -əwŋ/k               | 1  |    | 東 | 東     | 東     | 東     |
| 通(内) | -əwŋ/k               |    | 2  | 冬 | 鍾     | 鍾     | 鍾     |
| 江(外) | -awŋ/k               | 3  | 3  |    | 江     |        |        |
| 止(内) | -i                   | 4  | 5  |    | 支     | 支     | 支     |
| 止(内) | -i                   | 6  | 7  |    | 脂     | 脂     | 脂     |
| 止(内) | -i                   | 8  |    |    | 之     | 之     | 之     |
| 止(内) | -i                   | 9  | 10 |    |        | 微、廢 |        |
| 遇(内) | -ǝ                   | 11 |    |    | 魚     | 魚     | 魚     |
| 遇(内) | -ǝ                   |    | 12 | 模 | 虞     | 虞     | 虞     |
| 蟹(外) | -aj                  | 13 |    | 咍 | 皆、夬 | 祭     | 齊     |
| 蟹(外) | -aj                  |    | 14 | 灰 | 皆、夬 | 祭     | 齊     |
| 蟹(外) | -aj                  | 15 | 16 | 泰 | 佳     |        | 祭     |
| 臻(外) | -ən/t                | 17 |    | 痕 | 臻     | 真     | 真     |
| 臻(外) | -ən/t                |    | 18 | 魂 | 諄     | 諄     | 諄     |
| 臻(外) | -ən/t                | 19 |    |    |        | 欣     |        |
| 臻(外) | -ən/t                |    | 20 |    |        | 文     |        |
| 山(外) | -an/t                | 21 | 22 |    | 山     | 元     | 仙     |
| 山(外) | -an/t                | 23 |    | 寒 | 刪     | 仙     | 先     |
| 山(外) | -an/t                |    | 24 | 桓 | 刪     | 仙     | 先     |
| 效(外) | -aw                  | 25 |    | 豪 | 肴     | 宵     | 蕭     |
| 效(外) | -aw                  |    | 26 |    |        |        | 宵     |
| 果(内) | -a                   | 27 |    | 歌 |        |        |        |
| 果(内) | -a                   |    | 28 | 戈 |        | 戈     |        |
| 假(外) | -aː                  | 29 | 30 |    | 麻     | 麻     | 麻     |
| 宕(内) | -aŋ/k                | 31 | 32 | 唐 | 陽     | 陽     | 陽     |
| 梗(外) | -ajŋ/k               | 33 | 34 |    | 庚     | 庚     | 清     |
| 梗(外) | -ajŋ/k               | 35 | 36 |    | 耕     | 清     | 青     |
| 流(内) | -əw                  | 37 |    | 侯 | 尤、幽 | 尤、幽 | 尤、幽 |
| 深(内) | -əm/p                |    | 38 |    | 侵     | 侵     | 侵     |
| 咸(外) | -am/p                | 39 |    | 覃 | 咸     | 鹽     | 添     |
| 咸(外) | -am/p                |    | 40 | 談 | 銜     | 嚴     | 鹽     |
| 咸(外) | -am/p                |    | 41 |    |        | 凡     |        |
| 曾(内) | -əŋ/k                | 42 | 43 | 登 | 蒸     | 蒸     | 蒸     |

1. ↑  舉平聲以賅上、去、入。
2. 1 2  该去声韵无其他对应阴声韵，为节省空间，移动到入声栏。
3. 1 2 3  该去声韵无其他对应阴声韵。
4. ↑  该三等韵只有平声和入声，只出现在庄组3个咝音声母后(列在韵图第二行)。许多学者将其处理为真韵的变体。
5. ↑  排除讹误的反切后，凡韵只接唇音，且会引起纯三等韵才会引发的轻唇化。严韵不接唇音，但也是纯三等韵，因而许多学者将凡韵分析为严韵的圆唇元音变体。

有时《广韵》已经依开合口将不同的韵分开。

## 韻圖的功用
韻圖是韻書的審音參考書。因為古代中國沒有音標和拼音文字，而通過反切給漢字注音並不能完整地反映出字音的結構特點來。反切的拼字法是上字取聲母與陰陽，下字取韻母和聲調，但相同的聲母可以用不同的反切上字，相同的韻母和聲調也可以用不同的反切下字，所以反切對聲、韻、調的描述缺乏科學抽象性，不容易透過它體現出字音的結構及整個語音系統的音節特點來。另外，反切的兩個組成部分僅對字音分析到了聲母和韻母加聲調，而比韻母加聲調更細微的語音成分则无法标示。等韻圖就是爲了彌補反切的這些缺欠而產生的。韻圖可以將漢語的音節分析到音位的程度；通過韻圖也可以瞭解整個語音系統的面貌。
这并不代表韻圖是用來解釋反切的。韻圖中每一種字音只列一個代表字，而代表字又通常是韻書中相映小韻的首字，韻圖並不專文收錄反切上下字，因此在韻圖中不見得就能查到想查的反切上下字，找不到反切字也就無從得知其所屬的聲、韻、調等，亦无法知道拼出來的音节如何发音。韻圖的實際功用相當於現代的聲韻調配合表，即如上文所提到的悉曇一樣的練音表。

## 韻圖的缺點
- 早期韻圖為了結構整齊勻稱，或者是爲了節省空間，或是拘泥於傳統的等韻學概念（如「五音」、「三十六字母」），經常將特殊的字音安排到特殊的位置，在整體佈局之外造成了非常多的特例，如：「聲母分等」破壞了「一個聲母一列」的原則；「去聲寄此」破壞了「四橫欄對四聲」的原則，等等。其結果就是，讀圖者很難掌握與所有特例相關的細則，因而往往無法通過某字所屬的行列得出其正確的讀音來。

- 此外，韻圖雖然可以將字音的結構分析到「音位」的程度，但它對音位的描述是籠統模糊的，缺乏科學抽象性。比如，不計特例，一轉之内韻尾相同或發音部位一致（入聲），但具體哪一轉是甚麼韻尾韻圖本身竝沒有表示出來，還得靠讀圖者自己來歸納。又如，不計特例，同轉同等有相同的韻腹（韻母中的主要元音），但這個元音具體如何，韻圖同樣無法表示出來，切韻音的韻腹，依王力擬音有12個音位，依李榮擬音有11個音位，而《韻鏡》《七音略》等韻圖卻只有四個等，韻圖對韻腹音位分析的模糊程度可以想見。

- 韻圖也常常遷就古代的反切與古代的分類——即韻圖多是用來分析經典韻書的，而不是當時語音的分析，後代讀書人的發音要是和韻圖作者不同，便很難了解韻圖代表的發音。最後導致韻圖的作者與其他學者必須再編寫韻圖的「門法」，來對韻圖做解釋。隨著時間推移，語音的演變，門法就越寫越多，最後到了明清時代，韻圖附的門法可以多到十幾條，不僅沒有使韻圖變簡單，反而讓韻圖成為「天書」。

總之，韻圖的功能雖然與今日的聲韻調配合表相似但科學性和清晰度卻遠遠不及，所以其實用價值是大打折扣的。

## 外部連結
- 等韻圖 廣韻 （页面存档备份，存于）
- Fragments prefiguring the rime tables, found at 莫高窟, 敦煌市:
  - British Library Or.8210/S.512: 《歸三十字母例》, a fragment collected by 马尔克·奥莱尔·斯坦因.
  - Bibliothèque nationale de France Pelliot chinois 2012 (BNF link （页面存档备份，存于）)：包含守温残卷(画作背面)，由伯希和收集。
- Scanned books at the 互联网档案馆：
  - 《韵镜》
  - parts 34–36 and 37–38 of the Tongzhi encyclopedia – the Qiyin lüe comprises parts 36 and 37
  - 《切韵指掌图》
  - 《康熙字典》前言，包含韵图
- Scanned books at the 中國哲學書電子化計劃：
  - 《韵镜》 （页面存档备份，存于）
  - 《切韵指掌图》 （页面存档备份，存于）
  - 《切韵指南》 （页面存档备份，存于）
  - 《康熙字典》 （页面存档备份，存于）(同文书局本)，韵图于前言
- 《切韵指掌图》 （页面存档备份，存于）于澳洲国立博物馆
- 《四声等子》，扫描于香港中文大學
- Rhyme Tables （页面存档备份，存于）, Dylan W.H. Sung

1. 1 2  Norman (1988).
2. 1 2 3 4 5  Pulleyblank (1970).
3. 1 2 3 4 5 6 7 8  Baxter (1992).
4. 1 2 3  Coblin (2006a).
5. 1 2  Coblin (2006b).
6. ↑  Pulleyblank (1991).
7. 1 2  Pulleyblank (1984).
8. 1 2  Branner (2006).